# Імаґава Удзітеру
Імаґава Удзітеру (д/н — між 1520 та 1524) — 2-й даймьо провінцій Суруґа і Тотомі.

## Життєпис
Походив з самурайського роду Імаґава. Старший син даймьо Імаґава Удзітіки. Народився у 1513 році. У 1526 році після смерті батька успадкував владу над провінціями Суруга і Тотомі. З самого початку вимушений був боротися зі своїми родичами, які бажали через молодий вік даймьо встановити владу у володіннях роду Імагава. При цьому спирався на залишки авторитету сьогунату Асікага. Також підтримував гарні стосунки з імператорським двором (зокрема був одним з тих, хто надав кошти для проведення урочистої церемонії сходження на трон імператора Ґо-Нари). 
Крім того, домігся мирних стосунків з кланами Уесугі і Ґо-Ходзьо (з останнім підтвердив союз). 1532 року отримав визнання себе сюго провінції Тотомі. Згодом спільно з військами Ґо-Ходзьо діяв проти Такеда Нобутора в провінції Кай. Боротьба з останнім тривала до 1535 року, але без значного успіху.
Помер від хвороби у 1536 році. Йому спадкував брат Імаґава Йосімото, який став даймьо після перемоги над іншими братами.